# تلك صورتها وهذا انتحار العاشق
تلك صورتها وهذا انتحار العاشق، مجموعة شعرية من مؤلفات الشاعر العربي الفلسطيني محمود درويش، صدرت في عام 1975، عن مركز الأبحاث الفلسطيني في بيروت، لبنان.